# Takehito Suzuki
Takehito Suzuki (鈴木 健仁 Suzuki Takehito?, nacido el 11 de junio de 1971 en Tokio) es un exfutbolista japonés. Jugaba de defensa y su último club fue el Vegalta Sendai de Japón.

## Trayectoria

### Clubes
| Club               | País  | Año         |
| ------------------ | ----- | ----------- |
| Yokohama Marinos   | Japón | 1990 - 1998 |
| Kyoto Purple Sanga | Japón | 1998 - 1999 |
| Gamba Osaka        | Japón | 2000        |
| Vissel Kobe        | Japón | 2001 - 2002 |
| Vegalta Sendai     | Japón | 2002 - 2003 |

## Palmarés

### Títulos nacionales
| Título                   | Club             | País  | Año  |
| ------------------------ | ---------------- | ----- | ---- |
| Copa Japan Soccer League | Nissan Motors    | Japón | 1990 |
| Copa del Emperador       | Nissan Motors    | Japón | 1991 |
| Copa del Emperador       | Yokohama Marinos | Japón | 1992 |
| J1 League                | Yokohama Marinos | Japón | 1995 |